# One of the Boys
One of the Boys là album phòng thu thứ hai của ca sĩ người Mỹ Katy Perry, phát hành ngày 17 tháng 6 năm 2008 bởi Capitol Records. Năm 16 tuổi, Perry bắt đầu sự nghiệp âm nhạc khi sử dụng tên thật Katy Hudson và ra mắt album đầu tay cùng tên (2001) thuộc thể loại nhạc phúc âm nhưng không thành công. Sau đó, cô thay đổi nghệ danh thành Katy Perry và trải qua hai lần thay đổi hãng đĩa liên tục vào năm 2005 và 2007, khiến kế hoạch phát hành album thứ hai bị dời lại qua nhiều năm. One of the Boys là một bản thu âm pop rock, soft rock, power pop và pop-punk, trong đó nữ ca sĩ đồng sáng tác tất cả những bản nhạc và hợp tác với một loạt nhà sản xuất khác nhau, bao gồm Greg Wells, Dr. Luke, Dave Stewart, Max Martin, Butch Walker, S*A*M and Sluggo và Ted Bruner. Nội dung ca từ của đĩa nhạc đề cập đến những chủ đề về tình yêu, tình dục, vượt qua khó khăn và khám phá bản thân. Trước khi ra mắt album, Perry phát hành đĩa mở rộng Ur So Gay (2007) bao gồm bài hát cùng tên để thu hút sự quan tâm đến công chúng.
Sau khi phát hành, One of the Boys nhận được những phản ứng trái chiều từ các nhà phê bình âm nhạc, trong đó họ đánh giá cao giai điệu bắt tai và tiềm năng thương mại lớn của album, nhưng cũng vấp phải nhiều chỉ trích liên quan đến tổng thể rời rạc và thiếu điểm nhấn. Ngoài ra, một số bản nhạc với nội dung liên quan đến đồng tính luyến ái cũng gây nên nhiều tranh cãi từ những tổ chức ủng hộ cộng đồng LGBT, cho rằng Perry cố tình lồng ghép chủ đề để gây chú ý mà không đại diện cho tiếng nói của những người đồng tính, đồng thời khiến một số bộ phận khán giả trẻ hiểu sai về xu hướng tính dục. Tuy nhiên, đĩa nhạc vẫn gặt hái những thành công đáng kể về mặt thương mại khi lọt vào top 10 ở một số quốc gia, bao gồm nhiều thị trường lớn như Áo, Canada, Đan Mạch, Đức, Mexico, Na Uy và Thụy Sĩ. One of the Boys ra mắt ở vị trí thứ chín trên bảng xếp hạng Billboard 200 tại Hoa Kỳ với 47,000 bản, trở thành album đầu tiên trong sự nghiệp của nữ ca sĩ vươn đến top 10 tại đây.
Bốn đĩa đơn đã được phát hành từ One of the Boys. "I Kissed a Girl" được chọn làm đĩa đơn mở đường và thống trị các bảng xếp hạng ở hơn 20 quốc gia, đồng thời đạt vị trí số một trên bảng xếp hạng Billboard Hot 100 tại Hoa Kỳ trong bảy tuần liên tiếp. Đĩa đơn tiếp theo "Hot n Cold" cũng tiếp nối những thành tích tương tự về mặt thương mại, và cả hai đĩa đơn đầu tiên đều giúp Perry nhận được đề cử giải Grammy cho Trình diễn giọng pop nữ xuất sắc nhất trong hai năm liên tiếp. Đĩa đơn thứ ba "Thinking of You" chỉ gặt hái những thành công hạn chế, trong khi "Waking Up in Vegas" vươn đến top 10 ở một số thị trường nổi bật. Để quảng bá album, nữ ca sĩ trình diễn trên nhiều chương trình truyền hình và lễ trao giải lớn, như American Idol, MTV Unplugged, Today, giải Video âm nhạc của MTV năm 2008, giải thưởng Âm nhạc MTV Châu Âu năm 2008 và giải Grammy lần thứ 51, cũng như thực hiện hai chuyến lưu diễn Warped Tour (2008) và Hello Katy Tour (2009). Tính đến nay, đĩa nhạc đã bán được hơn bảy triệu bản trên toàn cầu.

## Danh sách bài hát
| One of the Boys – Phiên bản tiêu chuẩn | One of the Boys – Phiên bản tiêu chuẩn | One of the Boys – Phiên bản tiêu chuẩn        | One of the Boys – Phiên bản tiêu chuẩn | One of the Boys – Phiên bản tiêu chuẩn |
| STT                                    | Nhan đề                                | Sáng tác                                      | Sản xuất                               | Thời lượng                             |
| -------------------------------------- | -------------------------------------- | --------------------------------------------- | -------------------------------------- | -------------------------------------- |
| 1.                                     | "One of the Boys"                      | Katy Perry                                    | Butch Walker                           | 4:07                                   |
| 2.                                     | "I Kissed a Girl"                      | Perry Lukasz Gottwald Max Martin Cathy Dennis | Dr. Luke Benny Blanco [a]              | 3:00                                   |
| 3.                                     | "Waking Up in Vegas"                   | Perry Desmond Child Andreas Carlsson          | Greg Wells Perry                       | 3:20                                   |
| 4.                                     | "Thinking of You"                      | Perry                                         | Walker                                 | 4:06                                   |
| 5.                                     | "Mannequin"                            | Perry                                         | Wells                                  | 3:17                                   |
| 6.                                     | "Ur So Gay"                            | Perry Wells                                   | Wells                                  | 3:37                                   |
| 7.                                     | "Hot n Cold"                           | Perry Gottwald Martin                         | Dr. Luke Blanco [a]                    | 3:40                                   |
| 8.                                     | "If You Can Afford Me"                 | Perry Dave Katz Sam Hollander                 | S*A*M and Sluggo                       | 3:19                                   |
| 9.                                     | "Lost"                                 | Perry Ted Bruner                              | Bruner                                 | 4:15                                   |
| 10.                                    | "Self Inflicted"                       | Perry Scott Cutler Anne Preven                | Cutler Preven                          | 3:25                                   |
| 11.                                    | "I'm Still Breathing"                  | Perry David Stewart                           | Stewart                                | 3:48                                   |
| 12.                                    | "Fingerprints"                         | Perry Wells                                   | Wells                                  | 3:44                                   |
| Tổng thời lượng:                       | Tổng thời lượng:                       | Tổng thời lượng:                              | Tổng thời lượng:                       | 43:38                                  |

| One of the Boys – Phiên bản đặc biệt tại Walmart và nhạc số tại Pháp (bản nhạc bổ sung) | One of the Boys – Phiên bản đặc biệt tại Walmart và nhạc số tại Pháp (bản nhạc bổ sung) | One of the Boys – Phiên bản đặc biệt tại Walmart và nhạc số tại Pháp (bản nhạc bổ sung) | One of the Boys – Phiên bản đặc biệt tại Walmart và nhạc số tại Pháp (bản nhạc bổ sung) | One of the Boys – Phiên bản đặc biệt tại Walmart và nhạc số tại Pháp (bản nhạc bổ sung) |
| STT                                                                                     | Nhan đề                                                                                 | Sáng tác                                                                                | Sản xuất                                                                                | Thời lượng                                                                              |
| --------------------------------------------------------------------------------------- | --------------------------------------------------------------------------------------- | --------------------------------------------------------------------------------------- | --------------------------------------------------------------------------------------- | --------------------------------------------------------------------------------------- |
| 13.                                                                                     | "A Cup of Coffee"                                                                       | Perry Glen Ballard Matthew Thiessen                                                     | Ballard                                                                                 | 4:12                                                                                    |
| Tổng thời lượng:                                                                        | Tổng thời lượng:                                                                        | Tổng thời lượng:                                                                        | Tổng thời lượng:                                                                        | 47:50                                                                                   |

| One of the Boys – Phiên bản quốc tế (bản nhạc bổ sung) | One of the Boys – Phiên bản quốc tế (bản nhạc bổ sung) | One of the Boys – Phiên bản quốc tế (bản nhạc bổ sung) | One of the Boys – Phiên bản quốc tế (bản nhạc bổ sung) | One of the Boys – Phiên bản quốc tế (bản nhạc bổ sung) |
| STT                                                    | Nhan đề                                                | Sáng tác                                               | Sản xuất                                               | Thời lượng                                             |
| ------------------------------------------------------ | ------------------------------------------------------ | ------------------------------------------------------ | ------------------------------------------------------ | ------------------------------------------------------ |
| 13.                                                    | "I Kissed a Girl" (rock remix)                         | Perry Gottwald Martin Dennis                           | Dr. Luke Blanco [a]                                    | 3:01                                                   |
| Tổng thời lượng:                                       | Tổng thời lượng:                                       | Tổng thời lượng:                                       | Tổng thời lượng:                                       | 46:39                                                  |

| One of the Boys – Phiên bản tại Nhật Bản (bản nhạc bổ sung) | One of the Boys – Phiên bản tại Nhật Bản (bản nhạc bổ sung) | One of the Boys – Phiên bản tại Nhật Bản (bản nhạc bổ sung) | One of the Boys – Phiên bản tại Nhật Bản (bản nhạc bổ sung) | One of the Boys – Phiên bản tại Nhật Bản (bản nhạc bổ sung) |
| STT                                                         | Nhan đề                                                     | Sáng tác                                                    | Sản xuất                                                    | Thời lượng                                                  |
| ----------------------------------------------------------- | ----------------------------------------------------------- | ----------------------------------------------------------- | ----------------------------------------------------------- | ----------------------------------------------------------- |
| 14.                                                         | "A Cup of Coffee"                                           | Perry Ballard Thiessen                                      | Ballard                                                     | 4:12                                                        |
| Tổng thời lượng:                                            | Tổng thời lượng:                                            | Tổng thời lượng:                                            | Tổng thời lượng:                                            | 50:51                                                       |

| One of the Boys – Phiên bản trên iTunes Store Bắc Mỹ và nhạc số tại Châu Á (bản nhạc bổ sung) | One of the Boys – Phiên bản trên iTunes Store Bắc Mỹ và nhạc số tại Châu Á (bản nhạc bổ sung) | One of the Boys – Phiên bản trên iTunes Store Bắc Mỹ và nhạc số tại Châu Á (bản nhạc bổ sung) | One of the Boys – Phiên bản trên iTunes Store Bắc Mỹ và nhạc số tại Châu Á (bản nhạc bổ sung) | One of the Boys – Phiên bản trên iTunes Store Bắc Mỹ và nhạc số tại Châu Á (bản nhạc bổ sung) |
| STT                                                                                           | Nhan đề                                                                                       | Sáng tác                                                                                      | Sản xuất                                                                                      | Thời lượng                                                                                    |
| --------------------------------------------------------------------------------------------- | --------------------------------------------------------------------------------------------- | --------------------------------------------------------------------------------------------- | --------------------------------------------------------------------------------------------- | --------------------------------------------------------------------------------------------- |
| 13.                                                                                           | "I Think I'm Ready"                                                                           | Perry Bruner                                                                                  | Bruner                                                                                        | 2:36                                                                                          |
| Tổng thời lượng:                                                                              | Tổng thời lượng:                                                                              | Tổng thời lượng:                                                                              | Tổng thời lượng:                                                                              | 46:14                                                                                         |

| One of the Boys – Phiên bản nhạc số quốc tế đặc biệt (bản nhạc bổ sung) | One of the Boys – Phiên bản nhạc số quốc tế đặc biệt (bản nhạc bổ sung) | One of the Boys – Phiên bản nhạc số quốc tế đặc biệt (bản nhạc bổ sung) | One of the Boys – Phiên bản nhạc số quốc tế đặc biệt (bản nhạc bổ sung) | One of the Boys – Phiên bản nhạc số quốc tế đặc biệt (bản nhạc bổ sung) |
| STT                                                                     | Nhan đề                                                                 | Sáng tác                                                                | Sản xuất                                                                | Thời lượng                                                              |
| ----------------------------------------------------------------------- | ----------------------------------------------------------------------- | ----------------------------------------------------------------------- | ----------------------------------------------------------------------- | ----------------------------------------------------------------------- |
| 14.                                                                     | "I Kissed a Girl" (rock remix)                                          | Perry Gottwald Martin Dennis                                            | Dr. Luke Blanco [a]                                                     | 2:56                                                                    |
| Tổng thời lượng:                                                        | Tổng thời lượng:                                                        | Tổng thời lượng:                                                        | Tổng thời lượng:                                                        | 49:10                                                                   |

| One of the Boys – Phiên bản cao cấp trên iTunes Store quốc tế (video bổ sung) | One of the Boys – Phiên bản cao cấp trên iTunes Store quốc tế (video bổ sung) | One of the Boys – Phiên bản cao cấp trên iTunes Store quốc tế (video bổ sung) |
| STT                                                                           | Nhan đề                                                                       | Thời lượng                                                                    |
| ----------------------------------------------------------------------------- | ----------------------------------------------------------------------------- | ----------------------------------------------------------------------------- |
| 15.                                                                           | "I Kissed a Girl" (video ca nhạc)                                             | 3:05                                                                          |
| Tổng thời lượng:                                                              | Tổng thời lượng:                                                              | 52:15                                                                         |

| One of the Boys – Phiên bản kỷ niệm 15 năm (bản nhạc bổ sung) | One of the Boys – Phiên bản kỷ niệm 15 năm (bản nhạc bổ sung) | One of the Boys – Phiên bản kỷ niệm 15 năm (bản nhạc bổ sung) | One of the Boys – Phiên bản kỷ niệm 15 năm (bản nhạc bổ sung) | One of the Boys – Phiên bản kỷ niệm 15 năm (bản nhạc bổ sung) |
| STT                                                           | Nhan đề                                                       | Sáng tác                                                      | Sản xuất                                                      | Thời lượng                                                    |
| ------------------------------------------------------------- | ------------------------------------------------------------- | ------------------------------------------------------------- | ------------------------------------------------------------- | ------------------------------------------------------------- |
| 13.                                                           | "A Cup of Coffee" (remaster năm 2023)                         | Perry Ballard Thiessen                                        | Ballard                                                       | 4:16                                                          |
| 14.                                                           | "I Think I'm Ready" (remaster năm 2023)                       | Perry Bruner                                                  | Bruner                                                        | 2:36                                                          |
| Tổng thời lượng:                                              | Tổng thời lượng:                                              | Tổng thời lượng:                                              | Tổng thời lượng:                                              | 50:30                                                         |

| One of the Boys – Phiên bản đặc biệt tại Châu Á (bản nhạc bổ sung) | One of the Boys – Phiên bản đặc biệt tại Châu Á (bản nhạc bổ sung) | One of the Boys – Phiên bản đặc biệt tại Châu Á (bản nhạc bổ sung) | One of the Boys – Phiên bản đặc biệt tại Châu Á (bản nhạc bổ sung) | One of the Boys – Phiên bản đặc biệt tại Châu Á (bản nhạc bổ sung) |
| STT                                                                | Nhan đề                                                            | Sáng tác                                                           | Sản xuất                                                           | Thời lượng                                                         |
| ------------------------------------------------------------------ | ------------------------------------------------------------------ | ------------------------------------------------------------------ | ------------------------------------------------------------------ | ------------------------------------------------------------------ |
| 13.                                                                | "Hot n Cold" (Manhattan Clique remix radio edit)                   | Perry Gottwald Martin                                              | Dr. Luke Blanco [a] Manhattan Clique [b]                           | 3:52                                                               |
| 14.                                                                | "I Kissed a Girl" (Morgan Page remix – main)                       | Perry Gottwald Martin Dennis                                       | Dr. Luke Blanco [a] Morgan Page [b]                                | 4:03                                                               |
| 15.                                                                | "I Kissed a Girl" (video ca nhạc)                                  |                                                                    |                                                                    | 3:10                                                               |
| 16.                                                                | "Hot n Cold" (video ca nhạc)                                       |                                                                    |                                                                    | 3:48                                                               |
| 17.                                                                | "Thinking of You" (video ca nhạc)                                  |                                                                    |                                                                    | 4:07                                                               |
| Tổng thời lượng:                                                   | Tổng thời lượng:                                                   | Tổng thời lượng:                                                   | Tổng thời lượng:                                                   | 1:02:38                                                            |

| One of the Boys – Phiên bản LP Bạch kim (EP kèm theo) | One of the Boys – Phiên bản LP Bạch kim (EP kèm theo)      | One of the Boys – Phiên bản LP Bạch kim (EP kèm theo) | One of the Boys – Phiên bản LP Bạch kim (EP kèm theo)      | One of the Boys – Phiên bản LP Bạch kim (EP kèm theo) |
| STT                                                   | Nhan đề                                                    | Sáng tác                                              | Sản xuất                                                   | Thời lượng                                            |
| ----------------------------------------------------- | ---------------------------------------------------------- | ----------------------------------------------------- | ---------------------------------------------------------- | ----------------------------------------------------- |
| 1.                                                    | "I Kissed a Girl" (Dr. Luke & Benny Blanco extended remix) | Perry Gottwald Martin Dennis                          | Dr. Luke Blanco [a]                                        | 6:05                                                  |
| 2.                                                    | "I Kissed a Girl" (the Knocks remix)                       | Perry Gottwald Martin Dennis                          | Dr. Luke Blanco [a] The Knocks [b]                         | 4:36                                                  |
| 3.                                                    | "I Kissed a Girl" (Norman & Atalla main mix)               | Perry Gottwald Martin Dennis                          | Dr. Luke Blanco [a] Christopher Norman Anthony Attalla [b] | 3:42                                                  |
| 4.                                                    | "I Kissed a Girl" (Morgan Page main mix)                   | Perry Gottwald Martin Dennis                          | Dr. Luke Blanco [a] Morgan Page [b]                        | 4:03                                                  |
| 5.                                                    | "Hot n Cold" (Innerpartysystem main mix)                   | Perry Gottwald Martin                                 | Dr. Luke Blanco [a] Innerpartysystem [b]                   | 4:37                                                  |
| 6.                                                    | "Hot n Cold" (Bimbo Jones remix radio edit)                | Perry Gottwald Martin                                 | Dr. Luke Blanco [a] Bimbo Jones [b]                        | 3:50                                                  |
| 7.                                                    | "Hot n Cold" (Manhattan Clique long edit)                  | Perry Gottwald Martin                                 | Dr. Luke Blanco [a] Manhattan Clique [b]                   | 4:38                                                  |
| 8.                                                    | "Hot n Cold" (Yelle remix)                                 | Perry Gottwald Martin                                 | Dr. Luke Blanco [a] Yelle [b]                              | 6:03                                                  |
| Tổng thời lượng:                                      | Tổng thời lượng:                                           | Tổng thời lượng:                                      | Tổng thời lượng:                                           | 37:34                                                 |

| One of the Boys – Phiên bản Tour Bạch kim tại Úc (đĩa kèm theo) / The Hello Katy Australian Tour EP | One of the Boys – Phiên bản Tour Bạch kim tại Úc (đĩa kèm theo) / The Hello Katy Australian Tour EP | One of the Boys – Phiên bản Tour Bạch kim tại Úc (đĩa kèm theo) / The Hello Katy Australian Tour EP | One of the Boys – Phiên bản Tour Bạch kim tại Úc (đĩa kèm theo) / The Hello Katy Australian Tour EP | One of the Boys – Phiên bản Tour Bạch kim tại Úc (đĩa kèm theo) / The Hello Katy Australian Tour EP |
| STT                                                                                                 | Nhan đề                                                                                             | Sáng tác                                                                                            | Sản xuất                                                                                            | Thời lượng                                                                                          |
| --------------------------------------------------------------------------------------------------- | --------------------------------------------------------------------------------------------------- | --------------------------------------------------------------------------------------------------- | --------------------------------------------------------------------------------------------------- | --------------------------------------------------------------------------------------------------- |
| 1.                                                                                                  | "Electric Feel" (trực tiếp tại BBC Radio 1 Live Lounge)                                             | Andrew VanWyngarden Ben Goldwasser Will Berman                                                      | Wells                                                                                               | 3:30                                                                                                |
| 2.                                                                                                  | "Black & Gold" (trực tiếp tại Nova 100FM, Melbourne)                                                | Sam Falson Jesse Rogg                                                                               | Wells                                                                                               | 3:26                                                                                                |
| 3.                                                                                                  | "I Think I'm Ready"                                                                                 | Perry Bruner                                                                                        | Bruner                                                                                              | 2:37                                                                                                |
| 4.                                                                                                  | "Thinking of You" (phiên bản acoustic trực tiếp)                                                    | Perry                                                                                               | Walker                                                                                              | 4:51                                                                                                |
| 5.                                                                                                  | "Waking Up in Vegas" (Calvin Harris remix radio edit)                                               | Perry Child Carlsson                                                                                | Wells Perry Calvin Harris [b]                                                                       | 3:43                                                                                                |
| 6.                                                                                                  | "I Kissed a Girl" (Dr. Luke & Benny Blanco remix)                                                   | Perry Gottwald Martin Dennis                                                                        | Dr. Luke Blanco [a]                                                                                 | 3:29                                                                                                |
| 7.                                                                                                  | "Hot n Cold" (Bimbo Jones remix radio edit)                                                         | Perry Gottwald Martin                                                                               | Dr. Luke Blanco [a] Bimbo Jones [b]                                                                 | 3:50                                                                                                |
| 8.                                                                                                  | "Ur So Gay" (DJ Skeet Skeet & Cory Enemy remix)                                                     | Perry Wells                                                                                         | Wells DJ Skeet Skeet Cory Enemy                                                                     | 4:00                                                                                                |
| Tổng thời lượng:                                                                                    | Tổng thời lượng:                                                                                    | Tổng thời lượng:                                                                                    | Tổng thời lượng:                                                                                    | 29:26                                                                                               |

Ghi chú
- ^[a]  nghĩa là đồng sản xuất
- ^[b]  nghĩa là người phối lại

## Xếp hạng
| Bảng xếp hạng (2008–09)                  | Vị trí cao nhất |
| ---------------------------------------- | --------------- |
| Album Argentina (CAPIF)                  | 5               |
| Album Úc (ARIA)                          | 11              |
| Album Áo (Ö3 Austria)                    | 6               |
| Album Bỉ (Ultratop Vlaanderen)           | 24              |
| Album Bỉ (Ultratop Wallonie)             | 23              |
| Album Canada (Billboard)                 | 6               |
| Album Cộng hòa Séc (ČNS IFPI)            | 33              |
| Album Đan Mạch (Hitlisten)               | 4               |
| Album Hà Lan (Album Top 100)             | 32              |
| Album Phần Lan (Suomen virallinen lista) | 13              |
| Album Pháp (SNEP)                        | 10              |
| Album Đức (Offizielle Top 100)           | 7               |
| Album Hy Lạp (IFPI)                      | 11              |
| Album Hy Lạp Quốc tế (IFPI)              | 7               |
| Album Hungaria (MAHASZ)                  | 37              |
| Album Ireland (IRMA)                     | 10              |
| Album Ý (FIMI)                           | 23              |
| Album Nhật Bản (Oricon)                  | 53              |
| Album México (Top 100 Mexico)            | 9               |
| Album New Zealand (RMNZ)                 | 17              |
| Album Na Uy (VG-lista)                   | 7               |
| Album Ba Lan (ZPAV)                      | 49              |
| Album Bồ Đào Nha (AFP)                   | 18              |
| Album Scotland (OCC)                     | 12              |
| Album Tây Ban Nha (PROMUSICAE)           | 51              |
| Album Thụy Điển (Sverigetopplistan)      | 19              |
| Album Thụy Sĩ (Schweizer Hitparade)      | 6               |
| Album Anh Quốc (OCC)                     | 11              |
| Album Hoa Kỳ Billboard 200               | 9               |
| Album Hoa Kỳ Top Alternative (Billboard) | 3               |
| Album Hoa Kỳ Top Rock (Billboard)        | 3               |

| Bảng xếp hạng (2008)                | Vị trí |
| ----------------------------------- | ------ |
| Album Úc (ARIA)                     | 30     |
| Album Áo (Ö3 Austria)               | 63     |
| Album Đan Mạch (Hitlisten)          | 82     |
| Album Châu Âu (Billboard)           | 83     |
| Album Pháp (SNEP)                   | 111    |
| Album Đức (Offizielle Top 100)      | 86     |
| Album Thụy Sĩ (Schweizer Hitparade) | 77     |
| Album Anh Quốc (OCC)                | 47     |
| Hoa Kỳ Billboard 200                | 73     |
| Hoa Kỳ Top Rock Albums (Billboard)  | 18     |
| Bảng xếp hạng (2009)                | Vị trí |
| Album Úc (ARIA)                     | 49     |
| Album Áo (Ö3 Austria)               | 26     |
| Album Bỉ (Ultratop Flanders)        | 77     |
| Album Bỉ (Ultratop Wallonia)        | 62     |
| Album Châu Âu (Billboard)           | 29     |
| Album Pháp (SNEP)                   | 64     |
| Album Đức (Offizielle Top 100)      | 46     |
| Album Thụy Sĩ (Schweizer Hitparade) | 32     |
| Album Anh Quốc (OCC)                | 84     |
| Hoa Kỳ Billboard 200                | 51     |
| Hoa Kỳ Top Rock Albums (Billboard)  | 14     |
| Bảng xếp hạng (2010)                | Vị trí |
| Album Úc (ARIA)                     | 94     |
| Album Anh Quốc (OCC)                | 98     |

## Chứng nhận
| Quốc gia | Chứng nhận  | Số đơn vị/doanh số chứng nhận |
| --- | ----------- | ----------------------------- |
| Úc (ARIA) | 3× Bạch kim | 210.000‡                      |
| Áo (IFPI Áo) | Bạch kim    | 20.000*                       |
| Bỉ (BEA) | Vàng        | 15.000*                       |
| Brasil (Pro-Música Brasil) | Kim cương   | 250.000*                      |
| Canada (Music Canada) | 5× Bạch kim | 400.000‡                      |
| Đan Mạch (IFPI Đan Mạch) | 2× Bạch kim | 40.000‡                       |
| Pháp (SNEP) | 2× Bạch kim | 200.000*                      |
| Đức (BVMI) | 3× Vàng     | 450.000^                      |
| Ý (FIMI) | Vàng        | 25.000*                       |
| New Zealand (RMNZ) | 2× Bạch kim | 30.000‡                       |
| Na Uy (IFPI) | 2× Bạch kim | 40.000*                       |
| Thụy Điển (GLF) | Vàng        | 20.000^                       |
| Thụy Sĩ (IFPI) | Vàng        | 15.000^                       |
| Anh Quốc (BPI) | 2× Bạch kim | 718,000                       |
| Hoa Kỳ (RIAA) | 3× Bạch kim | 3.000.000‡                    |
| Tổng hợp |             |                               |
| Châu Âu (IFPI) | Bạch kim    | 1.000.000*                    |
| Toàn cầu | —           | 900,000                       |
| * Chứng nhận dựa theo doanh số tiêu thụ. ^ Chứng nhận dựa theo doanh số nhập hàng. ‡ Chứng nhận dựa theo doanh số tiêu thụ và phát trực tuyến. |             |                               |